# Национальная обсерватория Китт-Пик
Национальная обсерватория Китт-Пик (англ. Kitt Peak National Observatory) — астрономическая обсерватория, основанная в 1958 году в пустыне Сонора (Аризона, США).
В честь обсерватории назван астероид (2322) Китт-Пик.
Обсерватория принадлежит Национальной обсерватории оптической астрономии.

## История обсерватории
Вершина горы Китт-Пик была выбрана для создания национальной обсерватории по контракту с Национальным научным фондом её первым директором в 1958 году. Земля под обсерваторию была взята в аренду у местного населения индейцев папаго. Сама обсерватория находилась в ведении Ассоциации университетов по исследованию в области астрономии. В 1982 году была создана Национальная обсерватория оптической астрономии, основной задачей которой являлась консолидация трёх крупнейших оптических обсерваторий: Китт-Пик, Национальной солнечной обсерватории и Межамериканской обсерватории Серро-Тололо.
На территории Национальной обсерватории Китт-Пик свои инструменты также расположили обсерватория MDM, Мичиганский университет, Дартмутский колледж, Университет штата Огайо, Колумбийский университет, Университет Огайо, Обсерватория имени Вустера Уорнера и Амброза Свэйзи, Обсерватория Стюарда и Университет Кейс Вестерн резерв.
На территории обсерватории проводятся экскурсии.

## Инструменты обсерватории
- (en:Nicholas U. Mayall Telescope, KPNO) — 4-м системы Ричи — Кретьена
- Обсерватория WIYN — 3,5-метровый телескоп системы Ричи-Кретьен
- WIYN 0.9 m Telescope — исследование Млечного Пути
- Солнечный телескоп Макмата — Пирса — 1,6-м, f/54, солнечный телескоп
- KPNO 2.1 m Telescope — четвёртый по размеру телескоп на горе
- Coudé Feed Tower — Куде-спектрограф
- SOLIS — мониторинг переменности солнечного излучения
- Coronado Array — продукция MEADE, используется для публичных показов Солнца
- RCT Consortium Telescope — робот-телескоп
- Обсерватория Калипсо — недавно приобретена проектом LSST
- CWRU Burrell Schmidt — исследование Млечного Пути, принадлежит en:Warner and Swasey Observatory
- Обсерватория SARA — переменные звёзды, обучение студентов
- Телескопы для публичных наблюдений (Visitor Center telescopes) — три телескопа
- Spacewatch: 1,8-м телескоп — 72-дюймовое зеркало, привезенное с горы Хопкинса (Обсерватория MMT)
- Spacewatch: 0,9-м телескоп
- Super-LOTIS — для поиска оптического послесвечения гамма-всплесков
- Вспомогательные солнечные телескопы — два 0,9-м инструмента
- en:Bok Telescope — 2,3-м рефлектор
- 1,3-м телескоп Макгроу-Хилл — Обсерватория MDM
- 2,4-м телескоп Хилтнера — галактические обзоры, Обсерватория MDM
- en:ARO 12m Radio Telescope
- Very Long Baseline Array — один радиотелескоп, состоящий из 10 радиотелескопов
- DIMM всего неба камеры-мониторы синга[что?]

## Направления исследований
- Солнце
- Околоземные астероиды
- Гамма-всплески
- Исследования Млечного Пути
- Внегалактическая астрономия
- Транснептунные объекты

## Основные достижения
- Открытие войд
- Обнаружение винилового спирта с помощью 12-м радиотелескопа в молекулярном облаке Стрелец В2
- Участие в получении данных с межпланетного зонда Гюйгенс во время посадки на Титан, крупнейший спутник Сатурна
- Открытие множества астероидов, в том числе околоземных объектов и объектов пояса Койпера: (99942) Апофис, (8405) Асбол, (19521) Хаос, (47171) 1999 TC36
- Открытие спутника Юпитера Каллирое
- Проекты: Spacewatch, Глубокий обзор эклиптики, Глубинный линзированный обзор, Galaxy Zoo, Проект HATNet

## Руководители обсерватории
- 1958—1960 — Эден Мейнел — первый директор обсерватории
- 1960—1971 — Николас Мейол
- 1971—1977 — Лео Голдберг
- 1978—1984 — Джефри Бербидж

## Известные сотрудники
- Ааронсон, Марк — сотрудник обсерватории, погиб в результате несчастного случая в куполе 4-метрового телескопа
- Голдсмит, Майрон — архитектор и дизайнер зданий обсерватории
- en:Fred Espenak
- en:Nicholas Sanduleak
- en:W. Richard Stevens
- en:Laird A. Thompson
- Толен, Дэвид Джеймс
- Макмат, Роберт Рейнолдс
- en:Frank K. Edmondson
- en:Robert Kirshner
- en:Andreas Gerasimos Michalitsianos
- en:Laura Danly
- en:Gary A. Wegner
- en:Carol Christian
- en:Arcadio Poveda
- en:Harvey Raymond Butcher
- Томас Бэлонек
- en:Alicia M. Soderberg
- en:Roger Davies (astrophysicist)